# Bosjökloster
Bosjökloster (Abadia de Bosjö) és un castell situat a la vora del llac Ringsjön al municipi de Höör, Escània, Suècia.

## Història
Originàriament va ser un convent de monges, fundat l'any 1080 per l'⁣orde benedictina. El document més antic conservat que esmenta l'abadia de Bosjö va ser escrit pel papa Luci III l'any 1181, quan va confirmar els seus privilegis. L'abadia es va transformar en castell al segle XVI, i només en queden parts de l'edifici original. Durant la Reforma danesa al segle XVI, el monestir va ser tancat i la finca va passar a ser propietat de la corona danesa. Posteriorment, va ser donada a Torbern Bille, l'antic arquebisbe de la diòcesi de Lund amb la condició que s'ocupés de les monges restants. El 1560, el rei Frederic II de Dinamarca va cedir la finca com a bescanvi a la noble vídua d'Escània Thale Ulfstand. Les seves inicials i l'any 1569 estan gravats a les grans portes de roure de l'entrada i encara són visibles.
El castell va passar a la família Beck a través del matrimoni el 1629, però quan Jochum Beck (1602-1682) va perdre la fortuna familiar, es va vendre a Corfitz Ulfeldt (1606-1664) per pagar els seus deutes. Ulfeldt era un aristòcrata danès famós per haver canviat de bàndol. Quan es va presentar a les negociacions de pau en els procediments del Tractat de Roskilde per negociar en nom de Suècia, va ser condemnat per traïció per un tribunal danès. Poc després, també va ser condemnat per traïció per un tribunal suec i va ser obligat a exiliar-se. La seva esposa Leonora Christina (1621-1698), filla del rei Cristià IV, va ser capturada en el seu lloc per les autoritats daneses i va ser empresonada a la Torre Blava de Copenhaguen durant 22 anys.
El castell de Bosjökloster va ser confiscat per l'estat suec i va caure en mal estat. Després d'un plet el 1735, Bosjökloster va ser retornat a la família Beck, que va renovar el castell. El van vendre el 1908 al comte Philip Bonde, la família del qual encara n'és la propietària. El compositor Hilding Rosenberg (1892–1985) va néixer a la residència del jardiner, al sud de la torre de l'església.